# Rue Sainte-Marthe (Paris)
Pour les articles homonymes, voir Rue Sainte-Marthe.
La rue Sainte-Marthe est une voie du 10e arrondissement de Paris, en France.

## Situation et accès
La rue Sainte-Marthe est une voie publique située dans le 10e arrondissement de Paris. Elle débute au 214, rue Saint-Maur et se termine au 38, rue de Sambre-et-Meuse. La plupart des façades de la rue sont peintes de couleurs vives.

## Origine du nom

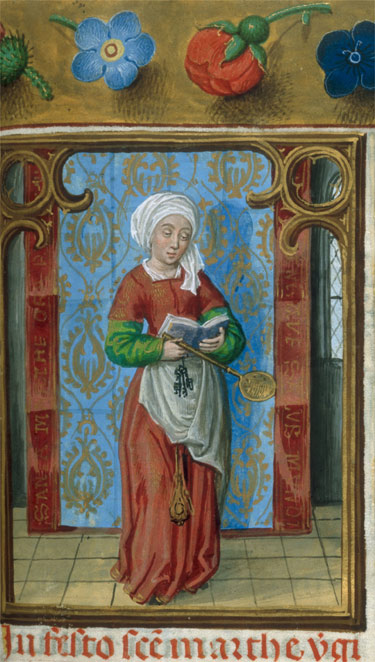
Sainte Marthe (enluminure flamande de 1497).

Cette rue fait référence à Marthe de Béthanie, sainte célébrée le 29 juillet par les catholiques.

## Historique
Cette voie nommée précédemment « passage Sainte-Marie » prend sa dénomination actuelle par arrêté du 1er février 1877.
En 1996, une partie de la rue Sainte-Marthe a été détachée pour former la place Sainte-Marthe.

## Bâtiments remarquables et lieux de mémoire
- Après la Seconde Guerre mondiale, la Confédération nationale du travail espagnole a occupé un local dans cette rue[1].